# Flying Launch Coaster
Ein Flying Launch Coaster (englisch für Fliegende Katapult-Achterbahn) ist eine Achterbahn, bei der sich die Wagen unterhalb der Schiene befinden und bei der die Mitfahrer während der Fahrt eine auf dem Bauch liegende Position einnehmen.
Technisch sind die Bahnen verwandt mit dem Flying Coaster. Im Gegensatz zu herkömmlichen Flying Coasters werden die Züge nicht auf einen Hügel (Lifthill) hinaufbefördert, sondern mittels Linear Synchron Motor (englisch für Linearmotor) beschleunigt.
Im Jahr 2020 eröffnete die erste Anlage dieser Art (bis jetzt auch die einzige) namens F.L.Y im Phantasialand (Brühl, Deutschland) vom Hersteller Vekoma, die erste Anlage dieser Art wurde eigens für das Phantasialand entwickelt. Bei diesem Flying Launch Coaster steigen die Mitfahrer sitzend ein; kurz vor dem Abschuss drehen sich die Schiene und die Sitze um 90 Grad.

## Liste von Flying Launch Coastern
| Achterbahn | Betreiber     | Land        | Eröffnung          | Hersteller |
| ---------- | ------------- | ----------- | ------------------ | ---------- |
| F.L.Y      | Phantasialand | Deutschland | 17. September 2020 | Vekoma     |